# Suède aux Jeux olympiques d'été de 2008
La Suède participe aux Jeux olympiques d'été de 2008 à Pékin. Il s'agit de sa 25e participation à des Jeux d'été.

## Liste des médaillés suédois

### Médailles d'argent
| Sport                  | Discipline                  | Sportifs                       | Performance            |
| Médailles d'argent : 4 | Médailles d'argent : 4      | Médailles d'argent : 4         | Médailles d'argent : 4 |
| ---------------------- | --------------------------- | ------------------------------ | ---------------------- |
| Cyclisme sur route     | Course sur route (F)        | Emma Johansson                 | 3 h 32 min 24 s        |
| Cyclisme sur route     | Course contre la montre (H) | Gustav Larsson                 | 1 h 02 min 45 s        |
| Tennis                 | Double messieurs            | Thomas Johansson Simon Aspelin |                        |
| Équitation             | Saut d'obstacles individuel | Rolf-Göran Bengtsson           |                        |

### Médailles de bronze
| Sport                   | Discipline              | Sportifs                    | Performance             |
| Médailles de bronze : 1 | Médailles de bronze : 1 | Médailles de bronze : 1     | Médailles de bronze : 1 |
| ----------------------- | ----------------------- | --------------------------- | ----------------------- |
| Voile                   | Star                    | Anders Ekstrom Fredrik Lööf |                         |

## Engagés suédois par sport

### Athlétisme
- Magnus Arvidsson (de)
- Emma Green
- Stefan Holm
- Susanna Kallur
- Carolina Klüft
- Mustafa Mohamed
- Christian Olsson
- Linus Thörnblad
- Johan Wissman
- Niklas Arrhenius
- Jesper Fritz
- Alhaji Jeng
- Anna Söderberg (sv)

#### Hommes
| Épreuve           | Athlète          | Séries      | Séries | Quarts de finale | Quarts de finale | Demi-finales | Demi-finales | Finale      | Finale |
| Épreuve           | Athlète          | Résultat    | Rang   | Résultat         | Rang             | Résultat     | Rang         | Résultat    | Rang   |
| ----------------- | ---------------- | ----------- | ------ | ---------------- | ---------------- | ------------ | ------------ | ----------- | ------ |
| 400 mètres        | Johan Wissman    | 44.81       | 3e Q   | NC               | NC               | 44.64        | 3e Q         | 45.39       | 8e     |
| 3000m steeple     | Mustafa Mohamed  | 8 min 17.80 | 5e Q   | NC               | NC               | NC           | NC           | 8 min 20.69 | 10e    |
| Saut en hauteur   | Linus Thörnblad  | 2,20m       | 11e    | -                | -                | -            | -            | -           | -      |
| Saut à la perche  | Alhaji Jeng      | 5,55m       | 7e     | -                | -                | -            | -            | -           | -      |
| Saut à la perche  | Jesper Fritz     | 5,45m       | 12e    | -                | -                | -            | -            | -           | -      |
| Lancer du disque  | Niklas Arrhenius | 58,22m      | 15e    | -                | -                | -            | -            | -           | -      |
| Lancer du javelot | Magnus Arvidsson | 79,70m      | 6e Q   | NC               | NC               | NC           | NC           | 80,16m      | 11e    |

#### Femmes
| Epreuve          | Athlète            | Séries   | Séries | Quarts de finale | Quarts de finale | Demi-finales | Demi-finales | Finale   | Finale |
| Epreuve          | Athlète            | Résultat | Rang   | Résultat         | Rang             | Résultat     | Rang         | Résultat | Rang   |
| ---------------- | ------------------ | -------- | ------ | ---------------- | ---------------- | ------------ | ------------ | -------- | ------ |
| 100 mètres haies | Susanna Kallur     | 12.68    | 2e Q   | NC               | NC               | Ab.          | /            | -        | -      |
| Saut en longueur | Carolina Klüft     | 6,70m    | 3e Q   | NC               | NC               | NC           | NC           | 6,49m    | 8e     |
| Triple saut      | Carolina Klüft     | 13,97m   | 12e    | -                | -                | -            | -            | -        | -      |
| Saut en hauteur  | Emma Green-Tregaro | 1,93m    | 8e Q   | NC               | NC               | NC           | NC           | 1,96m    | 6e     |
| Lancer du disque | Anna Soderberg     | 54,81m   | 14e    | -                | -                | -            | -            | -        | -      |

### Aviron
- Lassi Karonen
- Frida Svensson

| Athlète(s)    | Compétition | Série         | Série | Quart de finale | Quart de finale | Demi-finale   | Demi-finale | Finale                 | Finale |
| Athlète(s)    | Compétition | Temps         | Rang  | Temps           | Rang            | Temps         | Rang        | Temps                  | Rang   |
| ------------- | ----------- | ------------- | ----- | --------------- | --------------- | ------------- | ----------- | ---------------------- | ------ |
| Lassi Karonen | Skiff       | 7 min 14 s 64 | 1er   | 6 min 50 s 40   | 2e              | 6 min 57 s 28 | 1er         | Finale A 7 min 07 s 64 | 6e     |

### Badminton
- Sara Persson (en)

### Boxe
- Naim Terbunja (sv)
- Kennedy Katende (en)

| Athlète         | Catégorie               | 16e de finale           | 8e de finale        | Quart de finale     | Demi-finale         | Finale              |
| Athlète         | Catégorie               | Adversaire Résultat     | Adversaire Résultat | Adversaire Résultat | Adversaire Résultat | Adversaire Résultat |
| --------------- | ----------------------- | ----------------------- | ------------------- | ------------------- | ------------------- | ------------------- |
| Naim Terbunja   | Poids moyens (-75Kg)    | Korobov Défaite 6-18    | -                   | -                   | -                   | -                   |
| Kennedy Katende | Poids mi-lourds (-81Kg) | Beterbiyev Défaite 3-15 | -                   | -                   | -                   | -                   |

### Canoë-kayak
- Anders Gustafsson (K-1 500m)
- Markus Oscarsson (K-1 1000m)
- Sofia Paldanius (K-1 500m)

| Athlète           | Compétition | Éliminatoires  | Éliminatoires | Demi-finales   | Demi-finales | Finale A       | Finale A |
| Athlète           | Compétition | Temps          | Rang          | Temps          | Rang         | Temps          | Rang     |
| ----------------- | ----------- | -------------- | ------------- | -------------- | ------------ | -------------- | -------- |
| Anders Gustafsson | K1 500m     | 1 min 36 s 633 | 3e            | 1 min 42 s 409 | 2e           | 1 min 38 s 447 | 7e       |
| Markus Oscarsson  | K1 1000m    | 3 min 30 s 044 | 3e            | 3 min 33 s 906 | 3e           | 3 min 30 s 198 | 6e       |
| Anders Gustafsson | K2 1000m    | DSQ            | /             | -              | -            | -              | -        |
| Markus Oscarsson  | K2 1000m    | DSQ            | /             | -              | -            | -              | -        |

### Cyclisme
- Emma Johansson
- Fredrik Kessiakoff
- Gustav Larsson
- Marcus Ljungqvist
- Susanne Ljungskog
- Thomas Lövkvist
- Alexandra Engen
- Emil Lindgren
- Sara Mustonen

| Athlète           | Compétition      | Temps         | Rang              |
| ----------------- | ---------------- | ------------- | ----------------- |
| Gustav Larsson    | Course en ligne  | 6 h 26 min 17 | 23e               |
| Thomas Lövkvist   | Course en ligne  | 6h 26 min 25  | 37e               |
| Marcus Ljungqvist | Course en ligne  | 6 h 34 min 26 | 57e               |
| Gustav Larsson    | Contre-la-montre | 1 h 02 min 44 | Médaille d'argent |

| Athlète            | Compétition              | Temps           | Rang |
| ------------------ | ------------------------ | --------------- | ---- |
| Fredrik Kessiakoff | Cross-country VTT hommes | 2 h 03 min 09 s | 17e  |
| Emil Lindgren      | Cross-country VTT hommes | + 2 Tour        | 38e  |

### Équitation
- Dag Albert (en)
- Emma Karlsson (en)
- Linda Heed (sv)
- Linda Algotsson
- Rolf-Göran Bengtsson
- Jan Brink (sv)
- Viktoria Carlerbäck (sv)
- Peter Eriksson
- Magnus Gällerdal (en)
- Patrik Kittel
- Helena Lundbäck
- Katrin Norling (sv)
- Lotta Schultz
- Tinne Vilhelmsson (en)
- Dressage (par équipe)
- Concours complet (par équipe)

### Football
- Équipe féminine

### Handball
- Équipe féminine

### Natation
- Therese Alshammar
- Jonas Andersson
- Eva Berglund (en)
- Gabriella Fagundez
- Lars Frölander
- Petra Granlund
- Claire Hedenskog (en)
- Joline Höstman
- Anna-Karin Kammerling
- Josefin Lillhage
- Ida Marko-Varga
- Stefan Nystrand
- Jonas Persson
- Marcus Piehl
- Simon Sjödin
- Sarah Sjöström
- Petter Stymne
- Hanna Westrin (sv)
- Christoffer Wikström (en)

### Plongeon
- Elina Eggers (en)
- Anna Lindberg

### Taekwondo
- Karolina Kedzierska (sv)
- Hanna Zajc (en)

### Tir
- Håkan Dahlby
- Nathalie Larsson (en)

### Tir à l'arc
- Magnus Petersson

### Tennis de table
- Pär Gerell
- Jens Lundqvist (de)
- Jörgen Persson
- Robert Svensson (de)
- Équipe masculine

### Voile
- Daniel Birgmark (en)
- Anders Ekström (en)
- Fredrik Lööf
- Rasmus Myrgren
- Karin Söderström (fi)
- Therese Torgersson
- Vendela Santén (en)
- Anton Dahlberg
- Jonas Lindberg (sv)
- Karl Torlén (en)
- Sebastian Östling (en)